# Иоанн (Пашин)
Епископ Иоанн (в миру Иван Дмитриевич Пашин; 8 (20) мая 1881, Петриков (ныне Гомельская область) — 11 марта 1938, Чибью) — архиерей Русской православной церкви, епископ Рыльский, викарий Курской епархии.
Прославлен в лике Собора новомучеников и исповедников Церкви Русской в 2000 году.

## Биография
Родился в семье священника.
В 1895 году окончил Слуцкое духовное училище, а в 1901 году — Минскую духовную семинарию.
С 1901 года — иерей, священник Покровской церкви села Князь-Озеро Мозырского уезда (ныне — деревня Красное Озеро Солигорского района). С февраля 1903 года — священник Николаевской церкви села Скрыгалово того же уезда.
С января 1902 года преподавал в деревне Дяковичи того же уезда, с октября 1905-го — в Скрыгаловской церковно-приходской школе, с октября 1906-го — в соседней Лешненской школе, а с января 1907-го — в Скрыгаловском народном училище.
С лета 1909 года — настоятель церкви Святого Великомученика Георгия Победоносца села Прилепы Минского уезда, преподаватель в школе села Избы. В 1910 году основал приходское общество трезвости, которое затем было преобразовано в Братство трезвости со своим уставом, гимном, знаменем-хоругвью. За успешное руководство пятью церковно-приходскими школами, действовавшими на территории прихода, в 1913 году (или в 1912-м) Священный синод наградил его Библией.
В 1914 году в селе был построен новый каменный храм (освящён в 1916 году). В 1916 году в приходе были открыты ещё две церковно-приходские школы.
В 1916—1917 годах, до сентября, учился в Петроградской духовной академии.
Награждён набедренником, скуфьёй, медалями.

### Архиерей
7 апреля 1923 года в Минском кафедральном Петропавловском соборе владыкой Мелхиседеком (Паевским) хиротонисан во епископа Мозырского и Туровского, викария Минской епархии.
Много служил в храмах, обучал детей на своей квартире церковному пению и Закону Божию, что привело к конфликту с властями. Был обвинён в том, что «подрывал авторитет советской школы». Оснований для предания епископа суду найдено не было, но Особым совещанием при коллегии ОГПУ от 26 марта 1926 года он был лишён права проживания в крупных городах страны и выслан из города Петрикова. По воспоминаниям современников, в день высылки люди шли вслед за епископом до пристани, а затем долго брели в холодной воде за баржей, на которой его увозили. Жил в городе Лоеве Гомельской области, продолжал нелегально управлять викариатством. 18 сентября 1926 года Особое совещание при коллегии ОГПУ приговорило его к ссылке на три года в Зырянский край.
В августе 1929 года был переведён на «вольное поселение». Избрал по распоряжению заместителя Патриаршего местоблюстителя митрополита Сергия (Страгородского) для проживания город Рыльск, получив назначение епископа Рыльского, викария Курской епархии.
Арестован 28 сентября 1932 года, обвинён в принадлежности к организации «Ревнители Церкви» и руководстве её «рыльским объединением». В своих показаниях владыка Иоанн (Пашин) никого не оговорил и виновным себя ни в чём не признал. Постановлением Особого совещания ОГПУ от 7 декабря 1932 года приговорён к заключению в лагерь сроком на десять лет. Этапирован в Ухтпечлаг (на территории Коми АССР).
В лагере был арестован. 5 января 1938 года тройкой УНКВД по Архангельской области был приговорён к расстрелу; 11 марта 1938 года расстрелян. Погребён в безвестной общей могиле.

### Семья
Его отец — Дмитрий — служил в Воскресенском храме Петрикова, в августе 1881 года переведен в Параскево-Пятницкую церковь села Симоновичи Мозырского уезда. Умер, когда Ивану было три года. Мать — Надежда Васильевна. Дед по матери Василий Завитневич, взявший к себе дочь и внука, был протоиереем, настоятелем Николаевской церкви в Скрыгалове (до 1903 года). Награждён камилавкой, наперсным крестом, орденом Святой Анны 2-й степени.
Жена — Антонина Васильевна (18 мая 1883, Вышний Волочёк — 3 мая 1915). Дочь купца, окончила Мариинскую гимназию в Минске. Их дети — Надежда (род. 21 сентября 1902) и Василий (род. 10 июня 1907).

## Прославление
В августе 2000 года по представлению Курской епархии Юбилейным Архиерейским собором Русской православной церкви был причислен к лику святых новомучеников и исповедников.
В 2005 году в Минске была опубликована книга о священномученике Иоанне (Пашине), подготовленная к изданию священником Феодором Кривоносом и кандидатом богословия Гордеем Щегловым.